# South Luffenham
South Luffenham – wieś w Anglii, w hrabstwie Rutland. Leży 11 km na południowy wschód od miasta Oakham i 127 km na północ od Londynu. W 2001 miejscowość liczyła 432 mieszkańców.